# 廉州镇 (合浦县)
廉州镇，是中华人民共和国广西壮族自治区北海市合浦县下辖的一个乡镇级行政单位。

## 行政区划
廉州镇下辖以下地区：
中山路社区、康乐社区、阜民南社区、上新社区、南珠社区、还珠社区、廉南社区、车路塘社区、平田社区、廉东社区、冲口社区、泮塘社区、总江口社区、乾江街社区、大岭村、青山村、清江村、廉北村、堂排村、大江村、马江村、廉西村、乾江村、禁山村、杨家山村、中站村、插龙村、马安村、烟楼村、五四村、合浦工业园区社区和国营珠光农场生活区。

## 名胜
- 合浦县博物馆:位于廉州镇中山路中山公园内。陈列以《合浦汉代墓葬出土文物展》为主。